# Себастиан, Тим (футболист)
Тим Себастиан (нем. Tim Sebastian; род. 17 января 1984, Лейпциг, ГДР) — немецкий футболист, центральный защитник.

## Клубная карьера
В раннем возрасте Себастиан вместе с семьёй переехал из-за проблем с экологией в Лейпциге на север страны — в Вольгаст, где в 1993 году начал обучение в футбольной школе при местном клубе «Мотор». В 1999 году Тим был зачислен в молодёжную академию крупнейшего на тот момент клуба земли Мекленбург — Передняя Померания — «Ганзы» из Ростока — и выступал за резерв команды в низших любительских лигах. В 2003 году Тим отыграл две товарищеские встречи за юношескую сборную Германии (до 19 лет) против Греции.
Перед сезоном 2004/2005 Себастиан был переведён в состав основной команды, и 7 ноября 2004 года дебютировал на профессиональном уровне в матче Бундеслиги против «Штутгарта». Вместе с командой за три сезона Себастиан вылетел в 2005 году из первой, а в 2007 году — из второй Бундеслиги.
29 марта 2008 года Себастиан заключил контракт с «Карлсруэ» до 2011 года и с июля этого же года присоединился к команде. Однако спустя сезон Тим вновь оказался в «Ганзе».
Летом 2010 года Себастиан перешёл в новообразованный «РБ Лейпциг», где сразу же стал капитаном команды. Тим сразу же стал ключевым игроком основного состава и вместе с командой проделал путь от северной Регионаллиги до второй Бундеслиги. За шесть сезонов в клубе ему удалось сыграть 114 матчей. Лишь в сезоне 2015/2016 Себастиан потерял место в основном составе и за осеннюю часть чемпионата успел принять участие всего в 6 встречах.
14 января 2016 года Тим заключил контракт с «Падерборном 07» до лета 2018 года.